# Studios Jenner
Les studios Jenner sont, de 1947 à la mort du réalisateur français Jean-Pierre Melville, les studios où le réalisateur habite et tourne la plupart de ses films. Ils sont alors situés au 25 bis de la rue du même nom dans le 13e arrondissement de Paris.

## Historique

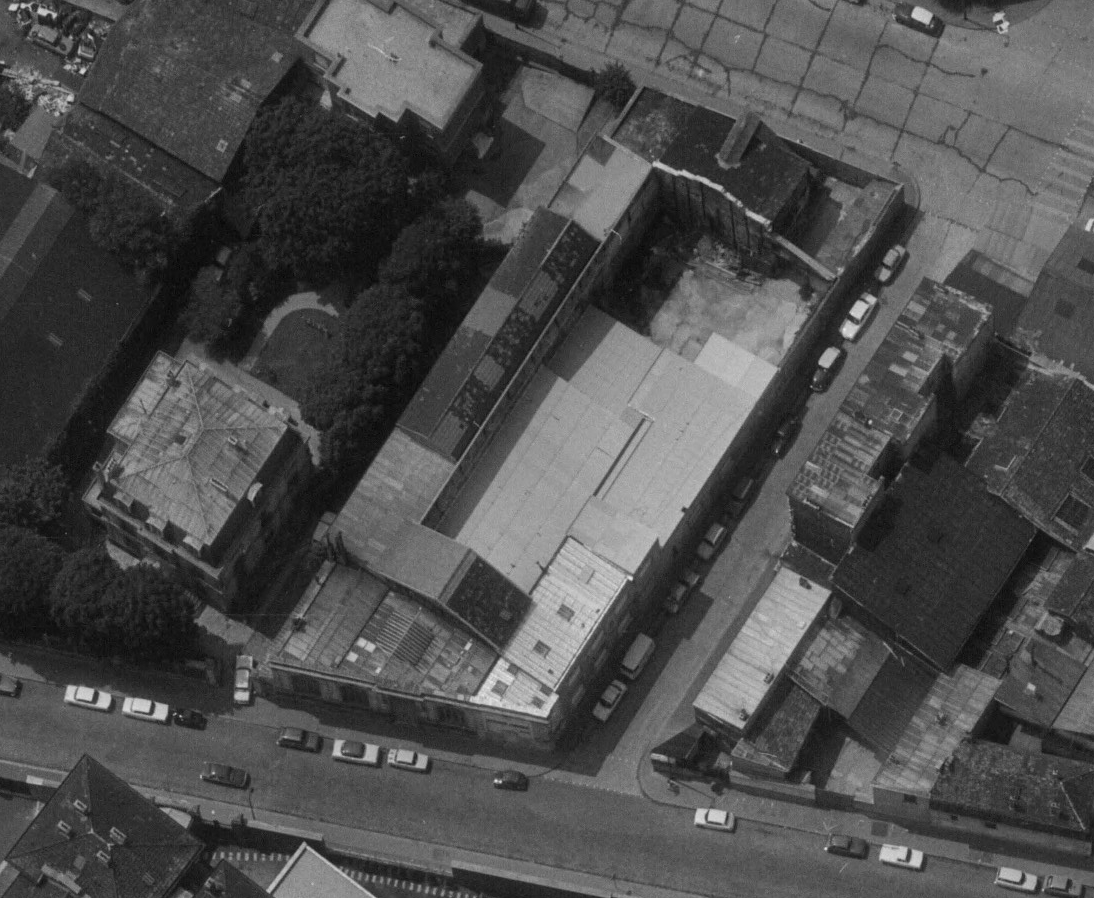
Vue aérienne des studios en 1973, partiellement reconstruits après l'incendie

Après avoir découvert un entrepôt désaffecté en 1947, Jean-Pierre Melville décide de l'aménager en studios de cinéma. Son premier film réalisé dans ces studios est Les Enfants terribles en 1949. Puis il y réalisera bon nombre de ses films. Il habite les lieux pendant presque quinze ans, comparant ses studios à « une échoppe de cordonnier ».
Le 29 juin 1967, pendant le tournage du Samouraï, un incendie détruit la majeure partie des studios Jenner. Melville, très affecté, n'exclut pas l'hypothèse de l'incendie criminel. Il effectuera le montage de L'Armée des ombres dans les studios en 1969.
Peu après sa mort en 1973, les studios furent abandonnés puis détruits.

## Films qui y furent tournés
- 1950 : Les Enfants Terribles
- 1955 : Bob le flambeur
- 1959 : Le Trou de Jacques Becker
- 1961 : Léon Morin, prêtre
- 1961 : Un nommé La Rocca de Jean Becker
- 1962 : Le Doulos
- 1963 : L'Aîné des Ferchaux
- 1966 : Le Deuxième Souffle
- 1967 : Le Samouraï

## Dans les arts
La nouvelle « 25 bis, rue Jenner » qui se trouve dans le recueil Nous autres, de Jean-Pierre Montal (Pierre-Guillaume de Roux, 2019), raconte une histoire possible de l'incendie des studios Jenner.